# 魯蘇戰區
抗日戰爭魯蘇戰區，在中國抗日戰爭中，因應戰爭形勢，中國國民政府成立對日作戰戰區之一。

## 历史
1938年1月时，山东和苏北都隶属于第五战区。1938年11月第一次南岳军事会议决定设立鲁苏游击战区，辖山东及苏北。1939年1月，军事委员会“划定长江以北，津浦铁路以东，老黄河以南为鲁苏游击战区，以于学忠为战区总司令”，辖第五十一、五十七、八十九军等正规军和地方部队、游击部队。1939年1月11日成立，總司令于學忠（1939年至1944年3月），山东省政府主席沈鸿烈及江苏省政府主席韩德勤为副总司令，中将参谋长王静轩、战区总部中将副官长陈策，政治部主任周复中将。
于学忠在1939年春率第五十一军军（军长牟中珩）、第五十七军（军长缪澄流）共2万人，从晚辈出发，4月到达鲁南及江苏北部。东北军当时二二编制，即军辖2师、师辖2旅、旅辖2团。第五十一军两个师即113师、114师驻在沂蒙山区，第五十七军两个师即111师驻苏鲁边区海州、赣榆及莒县南部一带，112师驻蒙山前边费县一带。苏鲁战区总司令部设在沂水、安丘、莒县3县边境山区。赵保原就利用蓬莱同乡关系，协助第五十一军在鲁东改编游杂部队，补充兵员，因而深得于的欢心，扩编赵部为陆军暂编第12师，以赵保原为师长。
鲁苏战区的主要任务是：在“鲁南山岳地带及苏北湖沼地区，建立游击根据地，发动军民，展开广大游击战，将重点指向于津浦、陇海、胶济各要线，尽量牵袭敌人而消耗之，策应第五、第一及冀察战区之作战。”该战区范围包括鲁南73个县市，占山东全省四分之三；苏北33个县市，占江苏全省二分之一；皖东9县，占安徽全省七分之一；合计115个县，面积19万余平方公里。其中较为稳固控制的根据地主要有两个：一个是苏鲁战区总司令部和山东省政府所在地鲁南沂蒙山区，另一个是战区副总司令部兼江苏省政府所在地苏北高邮湖、运河一带湖泊沼泽地区；其余为游击区，有多块小根据地。
总司令部驻地在沂水县北乡许家庄。政治部设在沂水县北乡史家庄，下辖三个处和一个秘书室及干训团政治部、政工大队、《阵中日报》社等单位，其主要负责人是：
- 第一处：处长潘国屏少将调113师副师长/宋云浦上校
- 第二处：处长谢扶民上校
- 第三处：处长王秩疆少将/张民治上校
- 干训团：团长蒋介石，副团长于学忠，政治部主任潘国屏。
- 政工大队大队长王敬远
- 秘书室主任曾某，江西人，人称“曾夫子”。
- 鲁苏战区《阵中日报》：1940年年初创办。周复自兼社长，由卢麟(又名卢好问，江西人)任经理，张冰子(江苏人)任总编辑。
- 在安丘南逯和贾孟店子兴办了省立第八联合中学和山东临时政治学院等院校。

战区党政分会。沂水天晴旺村成立了鲁苏战区干训团,下设政治部、教育处、秘书室和副官处等,直接负责管理和训练军官大队、军士大队、游士班、医务班和军需班。另有高级作战人员训练班，按期轮流调训正规军和游击部队干部。还开办了较大的兵工厂和被服厂。
1941年夏天，于学忠到干训团上课途中遇刺未中。1941年冬，于学忠与沈鸿烈为权势之争极不相容，沈鸿烈被迫辞去山东省政府主席，于学忠遂保荐第五十一军军长牟中珩继任山东省政府主席。1942年2月，牟中珩刚接任主席，即将沈鸿烈所设置的鲁北、鲁东两个行署同时撤销。调鲁北行署主任何思源任省府民政厅长，行署职员全部安置；对鲁东行署主任李先良弃置不用，并叫李将鲁东行署职员全部解散。李先良卸任行署主任之后，就以青岛抗战为鲁东抗战之重为由，在已经抵达重庆的沈鸿烈帮助下，被任命为青岛市代理市长，率其基本势力转移到青岛外围坚持到抗战胜利。
吴化文于1943年1月18日率新编第4师及保安第1师叛国投敌，鲁苏战区元气大伤。1943年2月21日政治部主任周复中将在山东安丘城顶山与日军激战中壮烈殉国，时年43岁，成为抗战时期国军中将级政工高官抗战阵亡之第一人，后追赠为陆军上将。一同阵亡的还有第一一三师少将参谋长张少舫，第678团团长刘斌上校等，另外第一一三师师长韩子、挺进第二纵队司令厉文礼被俘。
1943年7月，于学忠呈请军委会批准，率部南撤，国民党军队在山东的抗战基本结束。1943年秋，鲁苏战区总司令部和正规军第五十一、第五十七军主力，撤出鲁南，移驻皖西北阜阳一带。山东省政府主席兼挺进军总指挥牟中衍指挥残存的地方部队，仍坚持山东敌后游击战。
1944年5月鲁苏战区被军委会明令撤销。。

## 苏北的鲁苏战区副总司令部
1938年2月江苏省6个保安团奉命升级编为第八十九军，韩德勤任军长。又与繆澄流的第五十七军(欠第112师)合编组建第二十四集团军，韩德勤任集团军总司令兼第八十九军军长。徐州沦陷后，樊崧甫第四十六军一度调入苏北加强游击战。韩德勤于1938年5月代理江蘇省政府主席（1939年10月转正）。1939年1月韩德勤任鲁苏战区副总司令，在职权上统领苏北敌后党政军事务。辖苏北33个县市，主力部队有第八十九军和第五十七军第112师，及江苏省的10个保安旅、6个区保安司令部、两淮税警总队，共约10万人。1940年1月国民政府军事委员会正式颁布《游击区总指挥部组织大纲》。此后，苏北划分为两个游击区：
- 第一游击区，以副总司令部、江苏省政府所在地兴化为中心，包括高邮、宝应、淮阴、淮安一带，由韩德勤兼任第一游击区总指挥
- 第二游击区，主要在泰县、泰兴以及苏皖边区一带，由苏北游击总司令、鲁苏皖边区游击总指挥李明扬任第二游击区总指挥。鲁苏皖边区游击总指挥部辖11个纵队约1万多人。1943年11月成立苏北特别行政区，李明扬任主任兼长江下游挺进军总指挥。

1941年2月，鲁苏皖边区游击副总指挥李长江率部投日，韩德勤的副总部被迫撤离兴化，东移到涟水、阜宁一带。
1943年春，苏北淮东反扫荡失败，韩德勤部转移至苏北洪泽湖以北睢宁、宿迁、泗阳一带。1943年4月第八十九军被迫撤离苏北，6月撤抵皖北阜阳。1943年8月，韩德勤的鲁苏战区副总司令部也撤出苏北迁安徽阜阳。

## 主要作戰地區
山東省南部（魯南）、江蘇省北部（蘇北）。

## 主要作戰部隊
- - 第24集團軍，总司令庞炳勋
  - 第五十一軍，軍長于學忠，後易牟中珩[8]；
  - 第五十七軍，軍長繆澂流[9]；
  - 国民革命军第六十九軍，軍長石友三，後易畢澤宇[10]；
  - 第八十九軍，軍長韓德勤，後易李守維[11]；
  - 第九十七軍，軍長朱懷冰[12]；
  - 暫編第八軍，軍長霍守義等[13]。[7]
- 敵後戰場建制
  - 山東游擊沈鴻烈
  - 挺进第一纵队张里元
  - 挺进第二纵队厉文礼
  - 挺进第三纵队秦启荣
  - 挺进第四纵队王尚志
  - 新编第36师刘桂堂
  - 第一游擊區韓德勤
  - 魯東游擊牟中珩[14]:409-410。